# Darién (przesmyk)
Darién (hiszp. tapón del Darién, ang. Darién Gap) – bagnisto-leśny przesmyk o wymiarach około 160 km na 50 km, oddzielający panamską prowincję Darién i Kolumbię, teoretycznie umożliwiający komunikację lądową pomiędzy Południową a Środkową Ameryką.
Obszar jest bardzo słabo zaludniony. Zamieszkiwany głównie przez indiańskie plemiona Kuna i Chocó. Porastają go gęste lasy deszczowe i namorzyny. Wśród tutejszej fauny znajdują się między innymi oceloty, jaguary czy kapibary.
Przesmyk stanowi przerwę w Drodze Panamerykańskiej. Na długości około 100 kilometrów nie ma żadnej drogi kołowej, a jedyną drogą łączącą Panamę i Kolumbię jest droga morska.
Na obszarze przesmyku istnieją dwa parki narodowe. W Panamie jest to Park Narodowy Darién, a w Kolumbii Park Narodowy Los Katíos. Oba zostały wpisane na listę światowego dziedzictwa UNESCO.

## Droga Panamerykańska

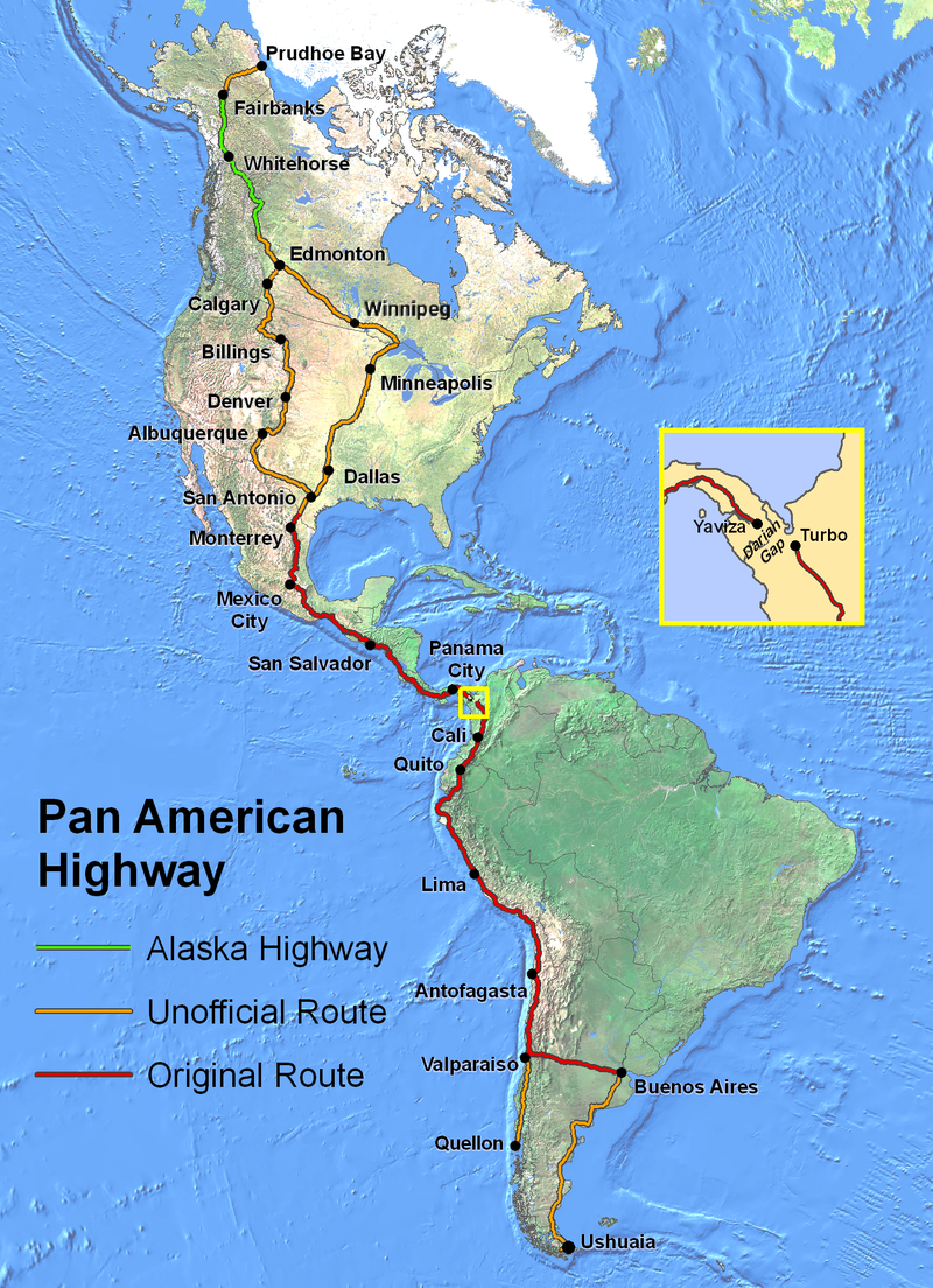
Autostrada Panamerykańska z zaznaczoną przerwą na przesmyku Darién

Droga Panamerykańska to system dróg o długości około 30 000 km (19,000 mi), który przecina całą Amerykę Północną, Środkową i Południową poza przełęczą Darién. Po stronie Ameryki Południowej trasa kończy się w Turbo (nieopodal 8°06′00″N 76°40′00″W/8,100000 -76,666667), zaś po stronie panamskiej końcowym punktem drogowym jest miasto Yaviza (8°09′00″N 77°41′00″W/8,150000 -77,683333).
Przez dziesięciolecia podejmowano wysiłki, aby stworzyć to brakujące ogniwo w Drodze Panamerykańskiej. Pierwsze plany powstały w 1971 roku z pomocą amerykańskich funduszy, ale zostały przerwane w 1974 roku przez ekologów, Wsparcie USA zostało dodatkowo zablokowane przez Departament Rolnictwa Stanów Zjednoczonych w 1978 roku w związku z chęcią powstrzymania rozprzestrzeniania się pryszczycy. 
We wczesnych latach dziewięćdziesiątych powrócono do planów przedłużenia drogi, ale uniemożliwili to uzbrojeni przemytnicy narkotyków, a w 1994 roku agencja ONZ poinformowała, że droga i jej dalsza budowa spowoduje rozległe szkody środowiskowe – głównie rozprzestrzenianie się bydła zainfekowanego pryszczycą.